# Lucius Julius Vehilius Gratus Julianus
Lucius Julius Vehilius Gratus Julianus était un soldat et un chevalier qui a occupé un certain nombre de postes militaires et civils sous les règnes de Marc Aurèle et de son fils Commode. Julianus a reçu les honneurs deux fois pour son service militaire.
Son cursus honorum complet nous est connu par une inscription retrouvée à Rome. Bien que les dona militaria apparaissent dans les dernières lignes restantes de cette inscription, les fonctions semblent être classées par ordre chronologique inversé: les dernières sont listées en premier. Les informations sur cette pierre sont complétées par d'autres inscriptions ainsi que des mentions dans des sources littéraires.

## Carrière sousMarc Aurèle
La première partie de sa carrière militaire correspond à la tres militiae typique des equites. Julianus a commencé sa carrière militaire en tant que préfet ou commandant de la cohorte III Augusta Thracum qui était en poste en Syrie; Karol Kłodziński y date son mandat entre 157 et 160. Il fut ensuite tribun militaire de la cohorte I Ulpia Pannoniorum, en poste en Pannonie supérieure. Cette affectation est confirmée par une inscription trouvée à Brescia, datée entre 154 et 170. Kłodziński y date son mandat entre 160 et 163. Julianus fut ensuite préfet de l'ala Herculanea et, à ce titre, il dirigea l'unité dans la guerre contre les Parthes. En récompense de ses services, il reçut les honneurs militaires. Tout en commandant cette unité, il fut honoré d'une inscription trouvée à Palmyre, datée de 167.
Son succès a apparemment attiré l'attention de l'empereur Marc Aurèle, qui avait besoin de généraux capables. En 168, Marc Aurèle avait rappelé Marcus Bassaeus Rufus, qu'il venait de nommer praefectus Aegypti, afin de pourvoir le poste de préfet du prétoire. Une fois que Rufus eut pris ses fonctions, Marc Aurèle, avec son collègue impérial Lucius Verus quitta Rome pour les provinces danubiennes, s'installant à Carnuntum, quartier général de la Legio XIV Gemina, et entreprit d'organiser un nouveau commandement, le praetentura Italiae et Alpium ("le Front italien et alpin"). Le rôle de Julius Julianus était d'être le commandant de l'ala Tampiana, unité stationnée à Noricum et assurant la gauche de l'empereur.
Avec le début de la guerre marcomane, Julianus est relevé de son commandement à Noricum et placé à la tête de vexillations tirées de légions, chargées de faire face aux Marcomans. Nous n'avons pas les détails de cette campagne, que Valérie Maxfield date des alentours de 170, mais nous savons que pour ses actions il a reçu sa deuxième récompense d'honneurs militaires de la part de l'empereur. Julianus reçut un commandement similaire contre les Costoboces qui avaient suivi les Marcomans à travers le Danube, et s'étaient rendus jusqu'aux provinces d' Achaïe et de Macédoine où les soldats de Julianus les combattirent. À la suite de cela Julinaus a mené une troisième vexallatio contre les Maures qui avaient atteint la Bétique. L'inscription de Rome mentionne une quatrième mission reçue par Julianus, pour diriger une autre vexillatio combinée avec la flotte de la mer Noire contre un ennemi anonyme.
Pour ses succès au combat, il reçut une affectation plus sédentaire en tant que procureur des propriétés impériales de Lusitanie et de Vettonia. Kłodziński date son mandat de 177. Cependant, cette mission a été interrompue lorsque ses services étaient nécessaires en Grande-Bretagne: vers 180, cette province avait été envahie par des barbares qui ont tué un légat romain. Bien qu'Ulpius Marcellus soit reconnu pour avoir réprimé cette invasion et mis de l'ordre dans la province, il n'a pas pu la gérer seul et a accepté l'aide d'un officier expérimenté comme Julianus.

## Carrière sousCommode
À la mort de Marc Aurèle, son fils Commode lui succéda. Sous le nouvel empereur, Julianus fut nommé commandant de chacune des deux grandes flottes de l'Empire romain. Julianus fut d'abord préfet de la Classis Ravennas, puis préfet de la flotte la plus importante, la Classis Misenensis. Werner Eck et Hans Lieb datent respectivement son commandement de 183 ou 185. Julianus fut ensuite nommé praefectus a rationibus, Kłodziński datant son mandat dans ce bureau civil à 183 ou 185/186. Il fut ensuite praefectus annonae à une date inconnue. Henriette Pavis d'Escurac souligne que cela correspond aux parcours de carrière de plusieurs autres equites, où le bureau praefectus annonae suit immédiatement la nomination au poste de praefectus a rationibus.
On ne sait rien de Julianus entre le moment où il est sorti de sa fonction de praefectus annonae et la mort de Marcus Aurelius Cléandre, le 19 mars 190, après quoi, selon l'Historia Augusta, Julianus est nommé préfet du prétoire avec Regillus comme collègue. C'était une décision inhabituelle, comme le souligne d'Escurac: normalement, la fonction de préfet d'Égypte était exercée après la préfecture des annones, puis l'individu était finalement promu préfet du prétoire. La seule explication possible qu'elle puisse trouver est que Cléandre avait préféré garder Julianus, un vétéran décoré, à l'écart. «En lui interdisant l'accès à la préfecture d’Égypte, qui aurait normalement dû suivre la fonction de préfet des annones, Cléandre espérait sans doute lui refuser le poste de préfet du prétoire, que Cléandre avait l'intention de réserver pour lui-même et pour quelques protégés de confiance".
Une inscription d'Ostia Antica datée de 190 atteste à la fois que Julius Julianus était préfet du prétoire et d'Aelius Julianus était praefectus vigilum.
En tant que préfet du prétoire, Julianus avait atteint le sommet d'une carrière auquel peu de chevaliers parvenaient. Mais il s'avéra difficile de rester longtemps dans les bonnes grâces d'un empereur comme Commode: celui-ci le fit jeter tout habillé dans une piscine, soumit Julianus à divers outrages, à des caprices humiliants, et enfin le fit mettre à mort à une date après 190 en usant d'un prétexte.